# Mettin Copier
Mettin Copier (Amsterdam, 4 januari 1989) is een Nederlands-Oostenrijks voetballer die als verdediger speelt.
Copier speelde in de jeugdopleiding van AZ maar brak niet door. Begin 2010 werd hij voor een half jaar verhuurd aan Telstar waar hij debuteerde in de eerste divisie. Medio 2010 sloot hij aan bij FC Oss en begin 2011 verliet hij die club om twee seizoenen in de Verenigde Staten voor Dayton Dutch Lions te gaan spelen. Sindsdien speelde Copier in het amateurvoetbal. In 2009 kwam hij tweemaal uit voor het Oostenrijks voetbalelftal onder 21.